# Dragiša Trifković
Dragiša Trifković (Tuzla, 1912. – Tuzla, rujna 2000.), bosanskohercegovački likovni umjetnik

## Životopis
Rođen je u Tuzli 1912. godine. U Tuzli je završio osnovnu i srednju građevinsku školu, a od 1936.godine pohađao je Državnu umjetničku školu u Beogradu, u klasi profesora Petra Palavićinija. Slikanjem i kiparenjem bavio se od najmlađih dana, u početku kod oca soboslikara, a kasnije kod kipara Franje Ledera. Početak Drugog svjetskog rata dočekao je u Tuzli, gdje je s bratom Boškom ilegalno djelovao u NOP-u, a zatim u Beogradu. Od 1944. godine radio je u Propagandnom odsjeku za kulturu i umjetnost u Tuzli, koji su vodili akademski slikari Ismet Mujezinović i Vojo Dimitrijević, a tu su radili i akademski kipari Franjo Leder i Anto Matković. Svoj radni vijek Dragiša Trifković proveo je u Tuzli, gdje se pored kiparstva bavio i pedagoškim radom. Nakon otvaranja izložbenog paviljona u Tuzli (kasnije Međunarodna galerija portreta) bio je njegov prvi direktor. Na ovom se radnom mjestu umirovio. 
Tvorac je grba grada Tuzle. Strastveni je skupljač različite foto–dokumentacije i pisane građe iz prošlosti Tuzle i njene okolice. Poslužila mu je za napisati i izdati pet knjiga „Tuzlanski vremeplov“, koje su tiskane u prilično velikoj nakladi. Autor je mnogih kiparskih radova, reljefa, statua, poprsja, spomenika, bista i plaketa. Izbijanjem velikosrpske agresije na Bosnu i Hercegovinu i njegovo zahuktavanje dočekao je izvan Tuzle. Uz posredovanje i pomoć Međunarodnog Crvenog križa vratio se u rodni grad. Po povratku kući nastavio je raditi. Godine 1996. s tri je kiparska djela sudjelovao na jubilarnoj likovnoj izložbi Udruženja likovnih umjetnika Bosne i Hercegovine u Sarajevu i izložbama Udruženja likovnih umjetnika Tuzlanske županije 1996. i 1997.godine. Za svoje dugogodišnje stvarateljstvo i aktivan rad na području likovne umjetnosti, kulture i prosvjete dobio je mnogo različitih društvenih priznanja i nagrada. Umro je u rujna 2000. godine u Tuzli.

## Vanjske poveznice
- dragisatrifkovic.com